# ATP de Hong Kong
O ATP de Hong Kong – ou Bank of China Hong Kong Tennis Open, atualmente – é um torneio de tênis profissional masculino, de nível ATP 250.
Realizado em Hong Kong, região administrativa especial da China, retornou ao circuito em 2024. Estreou em 1973, teve alguns hiatos e deixou de acontecer depois de 2002. Os jogos são disputados em quadras duras durante o mês de janeiro.

## Finais

### Simples
| Ano                                          | Campeão             | Vice-campeão        | Resultado                |
| -------------------------------------------- | ------------------- | ------------------- | ------------------------ |
| 2025                                         | Alexandre Müller    | Kei Nishikori       | 2–6, 6–1, 6–3            |
| 2024                                         | Andrey Rublev       | Emil Ruusuvuori     | 6–4, 6–4                 |
| Torneio não realizado entre 2023 e 2003      |                     |                     |                          |
| 2002                                         | Juan Carlos Ferrero | Carlos Moyá         | 6–3, 1–6, 7–64           |
| 2001                                         | Marcelo Ríos        | Rainer Schüttler    | 7–63, 6–2                |
| 2000                                         | Nicolas Kiefer      | Mark Philippoussis  | 7–64, 2–6, 6–2           |
| 1999                                         | Andre Agassi        | Boris Becker        | 46–7, 6–4, 6–4           |
| 1998                                         | Kenneth Carlsen     | Byron Black         | 6–2, 6–0                 |
| 1997                                         | Michael Chang       | Pat Rafter          | 6–3, 6–3                 |
| 1996                                         | Pete Sampras        | Michael Chang       | 6–4, 3–6, 6–4            |
| 1995                                         | Michael Chang       | Jonas Björkman      | 6–3, 6–1                 |
| 1994                                         | Michael Chang       | Pat Rafter          | 6–1, 6–3                 |
| 1993                                         | Pete Sampras        | Jim Courier         | 6–3, 16–7, 7–62          |
| 1992                                         | Jim Courier         | Michael Chang       | 7–5, 6–3                 |
| 1991                                         | Richard Krajicek    | Wally Masur         | 6–2, 3–6, 6–3            |
| 1990                                         | Pat Cash            | Alex Antonitsch     | 6–3, 6–4                 |
| Torneio não realizado entre 1989 e 1988      |                     |                     |                          |
| 1987                                         | Eliot Teltscher     | John Fitzgerald     | 66–7, 3–6, 6–1, 6–2, 7–5 |
| 1986                                         | Ramesh Krishnan     | Andrés Gómez        | 7–6, 6–0, 7–5            |
| 1985                                         | Andrés Gómez        | Aaron Krickstein    | 6–3, 6–3, 3–6, 6–4       |
| 1984                                         | Andrés Gómez        | Tomáš Šmíd          | 6–3, 6–2                 |
| 1983                                         | Wally Masur         | Sammy Giammalva Jr. | 6–1, 6–1                 |
| 1982                                         | Pat DuPré           | Morris Skip Strode  | 6–3, 6–3                 |
| 1981                                         | Van Winitsky        | Mark Edmondson      | 6–4, 6–7, 6–4            |
| 1980                                         | Ivan Lendl          | Brian Teacher       | 5–7, 7–6, 6–3            |
| 1979                                         | Jimmy Connors       | Pat DuPré           | 7–5, 6–3, 6–1            |
| 1978                                         | Eliot Teltscher     | Pat DuPré           | 6–4, 6–3, 6–2            |
| 1977                                         | Ken Rosewall        | Tom Gorman          | 6–3, 5–7, 6–4, 6–4       |
| 1976                                         | Ken Rosewall        | Ilie Năstase        | 1–6, 6–4, 7–6, 6–0       |
| 1975                                         | Tom Gorman          | Sandy Mayer         | 6–3, 6–1, 6–1            |
| Torneio não realizado em 1974 devido à chuva |                     |                     |                          |
| 1973                                         | Rod Laver           | Charlie Pasarell    | 6–3, 3–6, 6–2, 6–2       |

### Duplas
| Ano                                          | Campeões                               | Vice-campeões                     | Resultado        |
| -------------------------------------------- | -------------------------------------- | --------------------------------- | ---------------- |
| 2025                                         | Sander Arends Luke Johnson             | Karen Khachanov Andrey Rublev     | 7–5, 4–6, [10–7] |
| 2024                                         | Marcelo Arévalo Mate Pavić             | Sander Gillé Joran Vliegen        | 7–63, 6–4        |
| Torneio não realizado entre 2023 e 2003      |                                        |                                   |                  |
| 2002                                         | Jan-Michael Gambill Graydon Oliver     | Wayne Arthurs Andrew Kratzmann    | 26–7, 6–4, 7–64  |
| 2001                                         | Karsten Braasch André Sá               | Petr Luxa Radek Štěpánek          | 6–0, 7–5         |
| 2000                                         | Wayne Black Kevin Ullyett              | Dominik Hrbatý David Prinosil     | 6–1, 6–2         |
| 1999                                         | James Greenhalgh Grant Silcock         | Andre Agassi David Wheaton        | w.o.             |
| 1998                                         | Byron Black Alex O'Brien               | Neville Godwin Tuomas Ketola      | 7–5, 6–1         |
| 1997                                         | Martin Damm Daniel Vacek               | Karsten Braasch Jeff Tarango      | 6–3, 6–4         |
| 1996                                         | Patrick Galbraith Andrei Olhovskiy     | Kent Kinnear Dave Randall         | 6–3, 6–7, 7–6    |
| 1995                                         | Tommy Ho Mark Philippoussis            | John Fitzgerald Anders Järryd     | 6–1, 6–7, 7–6    |
| 1994                                         | Jim Grabb Brett Steven                 | Jonas Björkman Pat Rafter         | w.o.             |
| 1993                                         | David Wheaton Todd Woodbridge          | Sandon Stolle Jason Stoltenberg   | 6–1, 6–3         |
| 1992                                         | Brad Gilbert Jim Grabb                 | Byron Black Byron Talbot          | 6–2, 6–1         |
| 1991                                         | Patrick Galbraith Todd Witsken         | Glenn Michibata Robert Van't Hof  | 6–2, 6–4         |
| 1990                                         | Pat Cash Wally Masur                   | Kevin Curren Joey Rive            | 6–3, 6–3         |
| Torneio não realizado entre 1989 e 1988      |                                        |                                   |                  |
| 1987                                         | Mark Kratzmann Jim Pugh                | Marty Davis Brad Drewett          | 6–7, 6–4, 6–2    |
| 1986                                         | Mike De Palmer Gary Donnelly           | Pat Cash Mark Kratzmann           | 7–6, 6–7, 7–5    |
| 1985                                         | Brad Drewett Kim Warwick               | Jakob Hlasek Tomáš Šmíd           | 3–6, 6–4, 6–2    |
| 1984                                         | Ken Flach Robert Seguso                | Mark Edmondson Paul McNamee       | 6–7, 6–3, 7–5    |
| 1983                                         | Drew Gitlin Craig A. Miller            | Sammy Giammalva Jr. Steve Meister | 6–2, 6–2         |
| 1982                                         | Charles Buzz Strode Morris Skip Strode | Kim Warwick Van Winitsky          | 6–4, 3–6, 6–2    |
| 1981                                         | Chris Dunk Chris Mayotte               | Marty Davis Brad Drewett          | 6–4, 7–6         |
| 1980                                         | Peter Fleming Ferdi Taygan             | Bruce Manson Brian Teacher        | 7–5, 6–2         |
| 1979                                         | Pat DuPré Robert Lutz                  | Steve Denton Mark Turpin          | 6–3, 6–4         |
| 1978                                         | Mark Edmondson John Marks              | Hank Pfister Brad Rowe            | 5–7, 7–6, 6–1    |
| 1977                                         | Syd Ball Kim Warwick                   | Marty Riessen Roscoe Tanner       | 7–6, 6–3         |
| 1976                                         | Hank Pfister Butch Walts               | Anand Amritraj Ilie Năstase       | 6–4, 6–2         |
| 1975                                         | Tom Okker Ken Rosewall                 | Bob Carmichael Sandy Mayer        | 6–3, 6–4         |
| Torneio não realizado em 1974 devido à chuva |                                        |                                   |                  |
| 1973                                         | Colin Dibley Rod Laver                 | Paul Gerken Brian Gottfried       | 6–3, 5–7, 17–15  |